# 대이동
대이동(大梨洞)은 대한민국 경상북도 포항시 남구의 동이다. 2006년 12월 26일 포항시청 신청사가 덕수동 시대를 마감하고 새로운 100년을 알리는 대잠동 신청사를 개청하였으며 문화 공연장 및 전시관, 시민정보센타의 개관에 따른 행정 및 문화의 중심지로 탈바꿈하게 되었다. 대이동은 포항시의 관문에 위치할 뿐 아니라 지역 언론을 대표하는 포항 MBC 방송국, 최첨단 의료시설을 갖춘 포항성모병원과 포항한방병원을 비롯한 각급 학교와 각종 공공기관단체 등 다수의 행정기관이 위치해 있으며, 아울러 대규모 택지 개발에 따른 쾌적한 생활 주거공간 및 다양한 신흥 상권을 형성하여 편리한 생활 문화를 향유 할 수 있는 아주 활기찬 도시로 변모하고 있다.

## 개요
대이동은 법정동 ‘대잠동’과 ‘이동’의 머리글자를 따서 지은 행정동의 명칭이다. 대잠동과 이동은 포항 시내 지역 중 오래된 마을로 대잠동(大岑洞)의 말뜻은 여러 가지 설이 있으나 ‘큰 언덕에 위치한 마을’이라는 것이 가장 타당하며 이동(梨洞)은 ‘배골’ 즉 ‘배나무골’로 위 두 마을은 같이 조선시대 중기까지 영일현 서면에 속해오다가 당시에 영일현청이 장흥동에 소재하고 있었던 바 홍수가 나서 빈번하게 침수되므로 현청사를 형산강 변의 비교적 높은 언덕에 위치시켜, 남쪽으로 완만한 경사를 이루어 논과 밭이 넓고 수해의 걱정이 없는 대잠동 지역으로 이전을 건의하여 1849년 영일현 청사를 현 성모 자애원 옆 포철 주택단지 상단부로 이전하고 읍내면 신읍리(新邑里)라 불렀으며 그 후 1866년 현 청사를 생지리로 다시 옮겨갔다. 1914년 이전까지 이 지역에는 대잠, 논실, 이동, 무소의 4개 동이 있었으나 한일강제병합 후 행정구역 개편 시 대잠과 논실을 합하여 ‘대잠동’, 이동과 ‘무소’를 합하여 ‘이동’으로 하였으며 무소는 조선 초기에 수철동, 중기에 해평동으로 불리었으며 1983년 당시 영일군에서 포항시로 편입시 2개동을 합하여 대이동 사무소를 설치했다.

## 법정동
- 대잠동(大岑洞): 포항시청 및 대이동 행정복지센터 소재지
- 이동(梨洞)

## 교육 기관
| 학교명           | 소재지                    | 비고 |
| ---------------- | ------------------------- | ---- |
| 이동초등학교     | 남구 포스코대로 147-10    |      |
| 대이초등학교     | 남구 대잠동 산1           |      |
| 포항이동중학교   | 남구 대이로 170           |      |
| 세명고등학교     | 남구 새천년대로474번길 13 |      |
| 포항이동고등학교 | 남구 희망대로 412         |      |

## 공공 기관
| 기관명                                 | 소재지              | 비고 |
| -------------------------------------- | ------------------- | ---- |
| 건설환경사업소                         | 남구 시청로 1       |      |
| 대구지방노동청 포항지청                | 남구 새천년대로 430 |      |
| 대이동 예비군동대                      | 남구 대이로 17      |      |
| 한국국토정보공사 대구경북본부 포항지사 | 남구 대이로19번길 6 |      |
| 상수도사업소                           | 남구 시청로 1       |      |
| 재난안전대책본부                       | 남구 시청로 1       |      |
| 포항남구선거관리위원회                 | 남구 대이로9번길 14 |      |
| 포항시새마을지회                       | 남구 대이로45번길 5 |      |
| 포항시의회                             | 남구 시청로 1       |      |

## 금융 기관
| 기관명                | 소재지                | 비고 |
| --------------------- | --------------------- | ---- |
| 국민은행 포항남지점   | 남구 행복길 12        |      |
| 농협중앙회 대이동지점 | 남구 포스코대로 131   |      |
| 대구은행 대이동지점   | 남구 포스코대로 130   |      |
| 대이동우체국          | 남구 대이로41번길 18  |      |
| 수협 대이동지점       | 남구 시청로 7         |      |
| 유진투자증권 포항지점 | 남구 대이로159번길 12 |      |

## 의료 기관
| 기관명       | 소재지              | 비고 |
| ------------ | ------------------- | ---- |
| 포항한방병원 | 남구 새천년대로 411 |      |
| 포항성모병원 | 남구 대잠동길 17    |      |

## 주요 시설
| 시설명             | 소재지              | 비고 |
| ------------------ | ------------------- | ---- |
| KT&G 포항지점      | 남구 대이로 23      |      |
| MBC 포항문화방송   | 남구 새천년대로 421 |      |
| 대경일보           | 남구 희망대로 643   |      |
| 성모자애원         | 남구 대잠동길 17-1  |      |
| 롯데하이마트대잠점 | 남구 새천년대로 424 |      |

## 주요 아파트
| 단지명            | 건설사         | 시행사              | 주소                          | 입주        | 비고 |
| ----------------- | -------------- | ------------------- | ----------------------------- | ----------- | ---- |
| 우방파크빌 이동   | ㈜우방건설     | ㈜삼구건설          | 남구 포스코대로 159 (대잠동)  | 2001년 10월 |      |
| 대잠그린빌 명품   | ㈜삼구건설     | ㈜삼구건설          | 남구 대이로 138 (이동)        | 2003년 6월  |      |
| 대잠 그린파크     | ㈜삼구건설     | ㈜삼구건설          | 남구 대이로46번길 29 (대잠동) | 2005년 3월  |      |
| 대잠 삼구트리니엔 | ㈜삼구건설     | ㈜삼구건설          | 남구 대이로 14 (대잠동)       | 2006년 7월  |      |
| 대잠 아델리아     | 준양종합건설㈜ | 한국토지신탁        | 남구 대이로20번길 24 (대잠동) | 2004년 11월 |      |
| 이동 현대홈타운   | 현대건설       | 삼구건설㈜ 현대건설 | 남구 대이로 100 (대잠동)      | 2000년 5월  |      |

## 간선 도로
| 구분 | 도로 이름                                                |
| ---- | -------------------------------------------------------- |
| 대로 | 새천년대로 (국도 제7호선), 포스코대로, 희망대로          |
| 로   | 대이로, 시청로, 양학천로, 연일로, 이동로, 중섬로, 효자로 |
| 길   | 대잠길, 대잠동길, 행복길, 행복주택길, 효행길             |